# 58. ceremonia wręczenia Oscarów
58. ceremonia rozdania Oscarów odbyła się 28 marca 1986 roku w Dorothy Chandler Pavilion w Los Angeles.

## Wykonawcy piosenek
- „Miss Celie's Blues (Sister)” – Tata Vega
- „The Power of Love” – Huey Lewis and the News
- „Say You, Say Me” – Lionel Richie
- „Separate Lives” – Stephen Bishop
- „Surprise, Surprise” – Gregg Burge

## Laureaci

### Najlepszy film
- Sydney Pollack – Pożegnanie z Afryką
- Steven Spielberg, Kathleen Kennedy, Frank Marshall, Quincy Jones – Kolor purpury
- David Weisman – Pocałunek kobiety pająka
- John Foreman – Honor Prizzich
- Edward S. Feldman – Świadek

### Najlepsza reżyseria
- Sydney Pollack – Pożegnanie z Afryką
- Héctor Babenco – Pocałunek kobiety pająka
- John Huston – Honor Prizzich
- Akira Kurosawa – Ran
- Peter Weir – Świadek

### Najlepszy scenariusz oryginalny
- Earl W. Wallace, William Kelley, Pamela Wallace – Świadek
- Robert Zemeckis, Bob Gale – Powrót do przyszłości
- Terry Gilliam, Tom Stoppard, Charles McKeown – Brazil
- Luis Puenzo, Aída Bortnik – Wersja oficjalna
- Woody Allen – Purpurowa róża z Kairu

### Najlepszy scenariusz adaptowany
- Kurt Luedtke – Pożegnanie z Afryką
- Menno Meyjes – Kolor purpury
- Leonard Schrader – Pocałunek kobiety pająka
- Richard Condon, Janet Roach – Honor Prizzich
- Horton Foote – Podróż do Bountiful

### Najlepszy aktor
- William Hurt – Pocałunek kobiety pająka
- James Garner – Romans Murphy’ego
- Jack Nicholson – Honor Prizzich
- Jon Voight – Uciekający pociąg
- Harrison Ford – Świadek

### Najlepsza aktorka
- Geraldine Page – Podróż do Bountiful
- Anne Bancroft – Tajemnica klasztoru Marii Magdaleny
- Whoopi Goldberg – Kolor purpury
- Meryl Streep – Pożegnanie z Afryką
- Jessica Lange – Słodkie marzenia

### Najlepszy aktor drugoplanowy
- Don Ameche – Kokon
- Robert Loggia – Nóż
- Klaus Maria Brandauer – Pożegnanie z Afryką
- William Hickey – Honor Prizzich
- Eric Roberts – Uciekający pociąg

### Najlepsza aktorka drugoplanowa
- Anjelica Huston – Honor Prizzich
- Meg Tilly – Tajemnica klasztoru Marii Magdaleny
- Margaret Avery – Kolor purpury
- Oprah Winfrey – Kolor purpury
- Amy Madigan – Dwa razy w życiu

### Najlepsze zdjęcia
- David Watkin – Pożegnanie z Afryką
- Allen Daviau – Kolor purpury
- William A. Fraker – Romans Murphy’ego
- Takao Saitô, Masaharu Ueda, Asakazu Nakai – Ran
- John Seale – Świadek

### Najlepsza scenografia i dekoracja wnętrz
- Patrizia Von Brandenstein i Karel Cerny – Pożegnanie z Afryką
- Norman Garwood i Maggie Gray – Brazil
- J. Michael Riva, Bo Welch i Linda DeScenna – Kolor purpury
- Yoshirō Muraki i Shinobu Muraki – Ran
- Stan Jolley i John H. Anderson – Świadek

### Najlepsze kostiumy
- Emi Wada – Ran
- Aggie Guerard Rodgers – Kolor purpury
- Albert Wolsky – Podróż Natty Gann
- Milena Canonero – Pożegnanie z Afryką
- Donfeld – Honor Prizzich

### Najlepsza muzyka
- John Barry – Pożegnanie z Afryką
- Georges Delerue – Tajemnica klasztoru Marii Magdaleny
- Quincy Jones, Jeremy Lubbock, Rod Temperton, Caiphus Semenya, Andraé Crouch, Chris Boardman, Jorge Calandrelli, Joel Rosenbaum, Fred Steiner, Jack Hayes, Jerry Hey, Randy Kerber – Kolor purpury
- Bruce Broughton – Silverado
- Maurice Jarre – Świadek

### Najlepsza piosenka
- „Say You, Say Me” – Białe noce – Lionel Richie
- „A Power of Love” - Powrót do przyszłości – muzyka: Chris Hayes, Johnny Colla; słowa: Huey Lewis
- „Surprise, Surprise” - Chór – muzyka: Marvin Hamlisch; słowa: Ed Kleban
- „Miss Celie's Blues (Sister)” - Kolor purpury – muzyka: Quincy Jones, Rod Temperton; słowa: Quincy Jones, Rod Temperton, Lionel Richie
- „Separate Lives” - Białe noce – Stephen Bishop

### Najlepszy dźwięk
- Chris Jenkins, Gary Alexander, Larry Stensvold, Peter Handford – Pożegnanie z Afryką
- Bill Varney, B. Tennyson Sebastian II, Robert Thirlwell, William B. Kaplan – Powrót do przyszłości
- Donald O. Mitchell, Michael Minkler, Gerry Humphreys, Christopher Newman – Chór
- Les Fresholtz, Rick Alexander, Vern Poore, Bud Alper – Zaklęta w sokoła
- Donald O. Mitchell, Rick Kline, Kevin O’Connell, David M. Ronne – Silverado

### Najlepszy montaż
- Thom Noble – Świadek
- John Bloom – Chór
- Fredric Steinkamp, William Steinkamp, Pembroke J. Herring, Sheldon Kahn – Pożegnanie z Afryką
- Rudi Fehr, Kaja Fehr – Honor Prizzich
- Henry Richardson – Uciekający pociąg

### Najlepszy montaż dźwięku
- Charles L. Campbell, Robert Rutledge – Powrót do przyszłości
- Robert G. Henderson, Alan Robert Murray – Zaklęta w sokoła
- Fred J. Brown – Rambo II

### Najlepsza charakteryzacja
- Michael Westmore, Zoltan Elek – Maska
- Ken Chase – Kolor purpury
- Carl Fullerton – Remo: Nieuzbrojony i niebezpieczny

### Najlepsze efekty specjalne
- Ken Ralston, Ralph McQuarrie, Scott Farrar, David Berry – Kokon
- Will Vinton, Ian Wingrove, Zoran Perisic, Michael Lloyd – Powrót do Krainy Oz
- Dennis Muren, Kit West, John Ellis, David W. Allen – Piramida strachu

### Najlepszy film nieangielskojęzyczny
- Argentyna – Luis Puenzo – Wersja oficjalna
- Francja – Coline Serreau – Trzech mężczyzn i niemowlę
- RFN – Agnieszka Holland – Gorzkie żniwa
- Węgry – Istvan Szabo – Pułkownik Redl
- Jugosławia – Emir Kusturica – Tata w podróży służbowej

### Pełnometrażowy film dokumentalny
- Maria Florio, Victoria Mudd – Broken Rainbow
- Susana Blaustein Muńoz i Lourdes Portillo - Las madres de la Plaza de Mayo
- Japhet Asher - Soldiers in Hiding
- Ken Burns i Buddy Squires - The Statue of Liberty
- Steven Okazaki - Unfinished Business

### Krótkometrażowy film dokumentalny
- David Goodman – Witness To War, For the World
- Robert H. Gardner – The Courage to Care
- Michael Crowley, Jim Wolpaw (jako James Wolpaw) – Keats and His Nightingale: A Blind Date
- Barbara Willis Sweete - Making Overtures: The Story of a Community Orchestra
- Alan Edelstein – The Wizard of the Strings

### Krótkometrażowy film animowany
- Cilia Van Dijk – Anna & Bella
- Richard Condie, Michael J.F. Scott – The Big Snit
- Alison Snowden - Second Class Mail

### Krótkometrażowy film aktorski
- Jeff Brown, Chris Pelzer – Molly's Pilgrim
- Dianna Costello - Graffiti
- Bob Rogers - Rainbow War

### Oscar Honorowy
- Paul Newman – w uznaniu za wiele pamiętnych i przekonywających ról oraz osobiste oddanie dla kunsztu aktorskiego
- Alex North – w uznaniu za genialny artyzm w komponowaniu niezapomnianej muzyki filmowej